# 严力
严力（1954年8月—），北京人，祖籍浙江宁海（今属宁波）朦胧诗诗人、旅美画家、纽约一行诗社社长。
严力于1973年开始诗歌创作，1979年开始从事绘画。星星画会成员之一  1985年夏留学美国纽约，1987年在纽约成立一行诗社担任并“一行”社长。

## 主要作品
- 《这首诗可能还不错》（1991）
- 《黄昏制造者》（1993）
- 《严力诗选》（1995）